# Metamedium
Il termine metamedium fu coniato nel 1977 dai ricercatori informatici statunitensi Alan Kay e Adele Goldberg per riferirsi alla capacità del computer di 'inglobare' gli altri mezzi di comunicazione (media, al singolare medium) simulandone le caratteristiche, ovvero di trasformarsi in altri mezzi di comunicazione in funzione del software eseguito dal computer stesso (ovviamente in presenza di adeguato hardware e periferiche). Il concetto di metamedium venne definito da Kay e Goldberg mentre lavoravano alla progettazione dell'avveniristico sistema informatico Dynabook.